# Стефан Корицінський
Сте́фан Кориці́нський (пол. Stefan Koryciński; 1617—4 липня 1658) — військовик, урядник і державний діяч Речі Посполитої. Представник шляхетського роду Корицінських гербу Топор. Великий канцлер коронний (1653–1658), сенатор. Великий підканцлер коронний (4 лютого 1652–1656), стольник краківський (1643–1652). Каштелян освенцимський (1647–1658). Староста вольбромський, ойцувський, варшавський, рабштинський і ковальський.

## Біографія
Навчався в університетах Кракова (з 1628), Левена й Амстердаму (з 1633). 19 лютого 1639 року одружився із Анною Петронелою Гембицькою — небогою єпископа Петра Гембицького, що став його покровителем. У 1641, 1645, 1646, 1648, 1649 і 1652 роках був послом на сейм від Краківського воєводства. 1648 року підтримав на королівський престол кандидатуру Яна ІІ Казимира. Брав учась у придушенні козацького повстання Хмельницького, командував приватним відділом у битві під Берестечком (1651). 1653 року в обозі під Жванцем приймав присягу від кримських татар хана Ісляма ІІІ Герая на вірність Речі Посполитій. Під час Північної війни зі шведами супроводжував короля Яна ІІ Казимира до Сілезії. З 1 березня 1656 року керував Львівським королівським монетним двором. В червні 1656 року як один із королевських комісарів приймав капітуляцію шведів у Варшаві. Виступав проти союзу з Московією, намагвся зірвати підписання Віленського перемир'я. Помер у Пісковій Скалі, Польща.